# Looney Tunes (videojuego para Game Boy)
Looney Tunes (ルーニー・テューンズ バックスバニーとゆかいな仲間たち Looney Tunes: Bugs Bunny to Yukai na Nakama-tachi?, traducido, "Looney Tunes: Bugs Bunny y sus Divertidos Amigos") es un videojuego de 1992 publicado por Sunsoft para Game Boy original. Se trata de un título de plataformas, basado en la serie homónima, en el que hay que superar los niveles con los personajes de Looney Tunes.

## Descripción
Cada nivel presenta a un diferente personaje como estrella de su propio mini-cartoon con trama, obstáculos, trampas y sorpresas designadas para cada uno. Se debe manejar los talentos especiales de cada personaje para cruzar desiertos, nadar los océanos más profundos, volar a por los aires y deslizarse a través de una mansión embrujada llena de espantosos fantasmas y duendes.

## Fases
- Pato Lucas
- Piolín
- Porky Pig
- Taz
- Speedy Gonzáles
- Correcaminos
- Bugs Bunny